# Balance of Power (computerspel)
Balance of Power is een computerspel dat werd uitgegeven door Mindscape. Het spel werd uitgebracht in 1985 voor de Macintosh en DOS, maar later volgde ook andere platforms. Dit spel is een simulatie van de Koude Oorlog. Het spel kan maximaal met twee spelers tegelijkertijd gespeeld worden.

## Platforms
| Jaar | Platform        |
| ---- | --------------- |
| 1985 | DOS, Macintosh  |
| 1986 | Apple II        |
| 1987 | Amiga, Atari ST |
| 1988 | MSX 2           |
| 1989 | PC-88           |
| 1992 | PC-98           |

## Ontvangst
| Beoordeeld door             | Platform  | Datum     | Score |
| --------------------------- | --------- | --------- | ----- |
| Tilt                        | Atari ST  | juni 1987 | 90%   |
| Happy Computer              | Atari ST  | 1986      | 82%   |
| Tilt                        | Macintosh | mei 1987  | 80%   |
| Computer Gaming World (CGW) | Macintosh | juni 1991 | 80%   |
| Computer Gaming World (CGW) | DOS       | juni 1991 | 80%   |
| Tilt                        | Amiga     | mei 1987  | 70%   |